# Stadion Rah-Ahan
Stadion Rah-Ahan (perz. ورزشگاه راه‌آهن; Varzešgah-e Rah-Ahan) je višenamjenski stadion u Teheranu u Iranu. Izgrađen je 1973. godine i dijelom je športskog kompleksa koji se nalazi u zapadnom dijelu grada (Ekbatan). Vlasnik stadiona su Iranske željeznice, ujedno i pokrovitelj nogometnom klubu Rah-Ahan koji ga koristi kao matično igralište. Stadion Rah-Ahan može primiti 12.000 gledatelja.